# 盖罗尔茨格林
盖罗尔茨格林是德国巴伐利亚州的一个市镇。总面积15.57平方公里，总人口2844人，其中男性1400人，女性1444人（2011年12月31日），人口密度183人/平方公里。